# Gonggang (Sarang)
Gonggang is een bestuurslaag in het regentschap Rembang van de provincie Midden-Java, Indonesië. Gonggang telt 1052 inwoners (volkstelling 2010).